# Liste der Kulturdenkmäler in Bottenbach
In der Liste der Kulturdenkmäler in Bottenbach sind alle Kulturdenkmäler der rheinland-pfälzischen Ortsgemeinde Bottenbach aufgeführt. Grundlage ist die Denkmalliste des Landes Rheinland-Pfalz (Stand: 31. August 2023).

## Einzeldenkmäler
| Bezeichnung         | Lage                                  | Baujahr         | Beschreibung                                            | Bild            |
| ------------------- | ------------------------------------- | --------------- | ------------------------------------------------------- | --------------- |
| Kriegerdenkmal      | Friedhofstraße, auf dem Friedhof Lage |                 | Kriegerdenkmal 1914/18                                  | Fotos hochladen |
| Quereinhaus         | Friedhofstraße 8 Lage                 | 1880            | Quereinhaus, 1880                                       | BW              |
| Quereinhaus         | Jakobstraße 5 Lage                    |                 | Quereinhaus                                             | BW              |
| Evangelische Kirche | Kirchstraße 6 Lage                    |                 | Turm, Erdgeschoss romanisch, im Neubau von 1955–57      | BW              |
| Quereinhaus         | Mittelgasse 8 Lage                    | 1895            | Quereinhaus, bezeichnet 1895                            | BW              |
| Wohnhaus            | Vinninger Straße 12 Lage              |                 | fünfachsiges Wohnhaus                                   | BW              |
| Schulhaus           | Vinninger Straße 13 Lage              | 19. Jahrhundert | ehemalige Schule; fünfachsiger Putzbau, 19. Jahrhundert | BW              |